# Pusey (Francja)
Pusey – miejscowość i gmina we Francji, w regionie Burgundia-Franche-Comté, w departamencie Górna Saona.
Według danych na rok 1990 gminę zamieszkiwały 912 osoby, a gęstość zaludnienia wynosiła 111 osób/km² (wśród 1786 gmin Franche-Comté Pusey plasuje się na 182. miejscu pod względem liczby ludności, natomiast pod względem powierzchni na miejscu 547.).